# نورمان لويد (ملحن)
نورمان لويد (بالإنجليزية: Norman Lloyd)‏ هو عالم موسيقى وملحن وموسيقي وعازف بيانو أمريكي، ولد في 8 نوفمبر 1909، وتوفي في 31 يوليو 1980 بسبب ابيضاض الدم.

## وصلات خارجية
- نورمان لويد على موقع IMDb (الإنجليزية)
- نورمان لويد على موقع الموسوعة البريطانية (الإنجليزية)